# ジョアン・ゴンサルヴェス・ザルコ

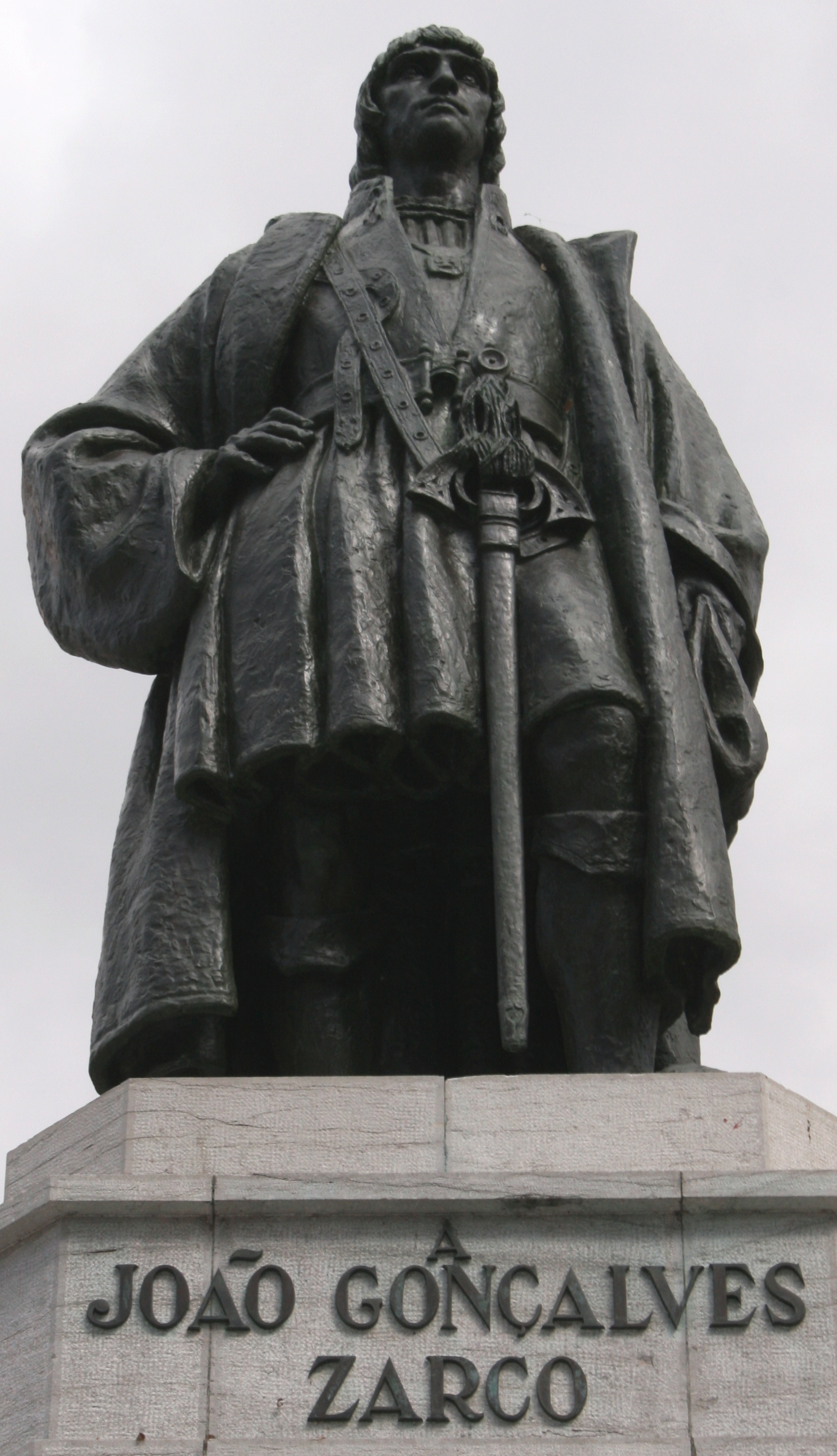
ジョアン・ゴンサルヴェス・ザルコ

ジョアン・ゴンサルヴェス・ザルコ（João Gonçalves Zarco, 1390年頃 - 1471年11月21日 ）はポルトガルの航海者、探検家である。ポルトガルの船団としては初めて、マデイラ諸島に到達した。
エンリケ航海王子に仕える貴族であり、船団を率いて探検行を行い、1419年にトリスタン・ヴァス・テイシェイラとともにポルト・サント島、次いで1420年にはバルトロメウ・ペレストレロとともにマデイラ島を発見した。この報酬として、カピタニア制に基づき、マデイラ島の半分を相続可能な領地として与えられた。
1425年以降、テイシェイラ、ペレストレロとともに、マデイラ諸島の植民地化を行った。彼はフンシャルで亡くなった。